# Raión de Rámeshki
El raión de Rámeshki (ruso: Рамешкóвский райо́н) es un distrito administrativo (raión) ruso perteneciente a la óblast de Tver. Su forma de autogobierno local es desde 2021 la de ókrug municipal (Рамешкóвский муниципальный округ), albergando su territorio un único ayuntamiento con sede en la capital distrital homónima. Se ubica en el este de la óblast.
En 2021, el raión tenía una población de 14 811 habitantes, de los cuales 4102 vivían en el asentamiento de tipo urbano de Rámeshki. Los otros diez mil habitantes se repartían en 305 localidades rurales, de las cuales las más pobladas son Kushálino (de unos mil cien habitantes), Kíverichi (de unos seiscientos habitantes), Védnoye y Zástolye (estas dos últimas de algo menos de cuatrocientos habitantes).
El raión está atravesado de oeste a este por el río Medveditsa.